# Andreas Roth
Andreas Roth (Kleinochsenfurt, 1º novembre 1871 – Los Angeles, 5 dicembre 1949) è stato un pittore tedesco.

## Biografia
Figlio del mezzadro Johannes Roth (1835-1904) e di Anna Maria Ullrich (1842-1910), viene educato in una famiglia contadina di religione cattolica. Nel novembre del 1897, a ventisei anni, si trasferisce a Monaco di Baviera dove studia all'Accademia d'Arte con il professor Gysis. All'accademia conosce Amalia Liepold (figlia di un suo insegnante) e dalla loro relazione nel 1898 nascerà il figlio Albin Registro di immatricolazione all'accademia.
Il rapporto con la sua famiglia era teso già da qualche anno ed il pittore si era allontanato da casa verso i vent'anni. Già qualche anno prima di entrare all'Accademia, come risulta dalle lettere del padre, non si sa dove studiasse prima e come si sostenesse.
Pittore dall'animo irrequieto e avventuroso, viaggia costantemente per l'Europa: Svizzera, Austria, e Italia settentrionale dipingendo prevalentemente paesaggi naturali e urbani.
Si sposa con Mathilde Speckbacher (1884-1958) e il 25 giugno del 1912 a Riva del Garda nasce il figlio Hermann.. Nelle sue lettere afferma di essersi stabilito in Italia per dodici anni, quindi per un certo periodo, almeno fino al 1915, a Riva del Garda. Nel 1917 riprende ufficialmente la sua residenza nel paese natale presso Kleinochsenfurth. 
Il 10 gennaio 1931 il figlio Hermann muore di polmonite e da lì a poco l'ormai sessantenne pittore Andreas Roth decide, con un colpo di scena, di trasferirsi negli Stati Uniti, a Los Angeles. Qui grazie alla sua indole socievole riesce ad avere un discreto successo dipingendo ritratti, fiori e paesaggi. Si stabilisce presso l'Hotel King Edwards di Los Angeles, da qui forse l'appellativo Edward Andreas con cui spesso è conosciuto in America. Lavorò per due anni per un ufficio pubblico di difesa "defence" americano (ministero della difesa); si infittisce ancora di più quindi il mistero su questo artista tedesco che si trasferì in America prima dell'ascesa di Hitler per motivi ancora in parte oscuri.
Nel 1937 comincia una serie di viaggi in Canada sul lago Louise dove ritrova i paesaggi nevosi e glaciali che aveva in gioventù dipinto in Europa. Muore di tumore ai polmoni il 5 dicembre del 1949 a Los Angeles.
La sua eredità fra cui alcuni quadri e una trentina di lettere senza busta (sono state ritrovate le lettere del padre di Andreas Roth al figlio fra il 1892 e il 1894 e ventiquattro lettere scritte al figlio Albin fra il 1947 e il 1949 quando risiedeva negli Stati Uniti) saranno consegnate ai parenti in Germania e divisa in cinque parti. Molto è andato perduto e solo recentemente il pronipote Andreas Leipold sta cercando di organizzare la biografia del bisnonno.

## Opere

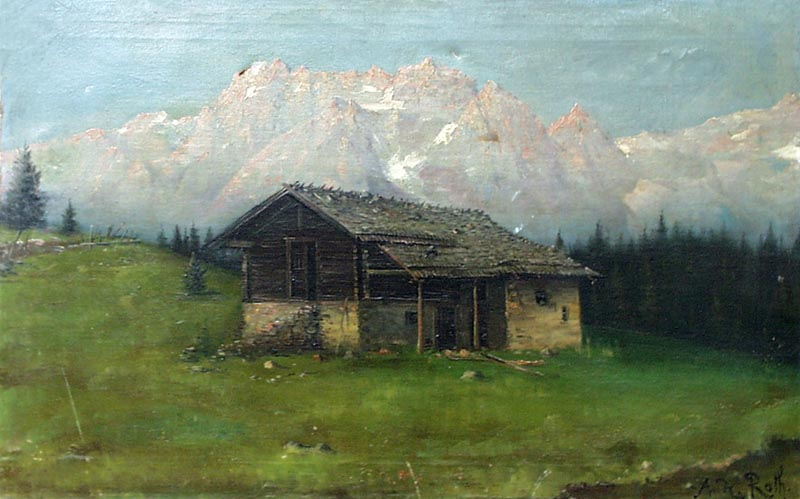
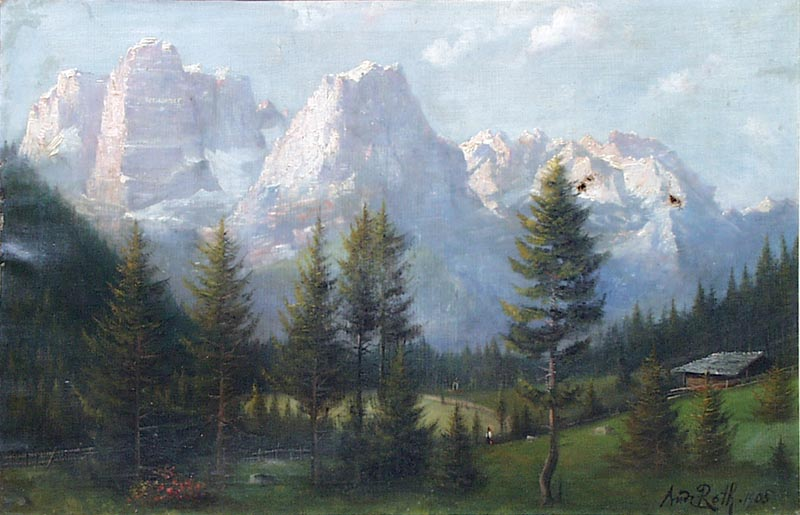

Andreas Roth si inserisce nell'alveo della pittura postimpressionista tipica del suo periodo di apprendimento, fu fortemente attratto dai paesaggi naturali ma seppe anche bene interpretare almeno nella sua fase europea il paesaggio urbano. Salisburgo, Innsbruck, Bolzano, Riva e Torbole sul Garda: una direttrice che a tutto tondo l'artista percorrerà nelle sue opere sia nel suo aspetto urbano che naturale.
Molti suoi quadri furono soggetti di una serie di cartoline per l'editore austriaco Ferd. Morawetz di Salisburgo. Egli stesso fu comunque editore indipendente (Verlag Andreas Roth Riva am Gardasee) di una serie di cartoline che ritraevano quadri dei luoghi da lui dipinti nell'alto Garda trentino.